# Truevision TGA
Truevision TGA (ou TARGA File Format) é um formato de arquivo de imagem, desenvolvido pela Truevision, Inc.